# コ・モ・レ・ビ
「コ・モ・レ・ビ」は、日本の歌手・高橋瞳の5枚目のシングル。

## 解説
2006年第2弾シングルであり、前作「コミュニケイション」に引き続いて元JUDY AND MARYのTAKUYAがプロデュースを務めた。高橋初の映画主題歌となった。

## 収録曲
1. コ・モ・レ・ビ (4:50)
  - 作詞：高橋瞳/渡邊亜希子 作曲/編曲：TAKUYA
  - ギャガ・コミュニケーションズ配給映画『手紙』主題歌。
2. DRIVE (3:22)
  - 作詞：高橋瞳 作曲：shogo.k 編曲：TEPPEI/SATOSHI/オカモト"MOBY"タクヤ
3. コ・モ・レ・ビ -Instrumental- (4:49)
4. DRIVE -Instrumental- (3:22)

## 参加ミュージシャン
- 高橋瞳 - ボーカル（全曲）
- TAKUYA - ギター（#1, #2）
- 梅田潤 - ベース（#1）
- TEPPEI（3.6MILK） - ギター（#2）
- SATOSHI（3.6MILK） - ベース（#2）
- オカモト"MOBY"タクヤ（Scoobie Do） - ドラムス（#2）

## 楽曲の収録アルバム
- Bamboo Collage（#1） - アルバムバージョンでの収録。
- The songs for DEATH NOTE the movie 〜the Last name TRIBUTE〜（#2）